# ОШ „Десанка Максимовић” Оштра Лука
ОШ „Десанка Максимовић” једна је од основних школа Оштре Луке, спада у ред млађих школа у Републици Српској. Налази се у улици Оштра Лука бб. Име је добила по Десанки Максимовић, српској песникињи, професорки књижевности и академику Српске академије наука и уметности.

## Историјат
Године 1934. у Оштрој Луци са радом је почела Народна четвороразредна школа. У периоду 1942—1945. школа није радила, а наставља 1945—46. године као Подручно одељење Основне школе „Народни фронт” Сански Мост. Под тим називом школа ради до 6. априла 1992. године као четвороразредна, петоразредна и шесторазредна школа. Од тада ради као Подручно одељење Основне школе „Десанка Максимовић” Сански Мост, а од 10. октобра 1995. године као Подручно одељење Основне школе „Доситеј Обрадовић” Приједор све до 20. новембра 2001. године.
Основна школа „Десанка Максимовић” у Оштрој Луци је основана Одлуком Владе Републике Српске 1. октобра 2001. године. У свом саставу има матичну школу у Оштрој Луци и три подручна одељења у месним заједницама Копривна, Усорци и Батковци. Подручно одељење Копривна ради од 1965. године у саставу Основне школе „Народни фронт” Сански Мост. Школа у Подручном одељењу Усорци је почела са радом 1951. године као четвороразредна школа. Школа у Подручном одељењу Батковци ради од 2007. године. Прве године, школске 2001—02, наставу је похађало 166 ученика, распоређених у једанаест одељења од првог до шестог разреда, а наставу је изводило седамнаест наставника. У току десетогодишњег рада у школи се повећавао број ученика и наставника као и осталог радног особља.
Данас школу похађа 252 ученика од првог до деветог разреда распоређених у двадесет одељења, а наставу изводе 32 наставника међу којима је одређен број са непуном нормом часова па наставу допуњују у другим школама. Настава се изводи у два школска објекта у Оштрој Луци у две смене, прву похађају ученици од шестог до деветог разреда, а друга је за ученике од првог до петог разреда. У подручним одељењима у Копривни, Усорцима и Батковцима настава се изводи за ученике од првог до петог разреда у првој смени. Поред реализовања редовног васпитно–образовног рада школа је реализовала и пројекте подржане од стране домаћих и страних владиних и невладиних организација, међу којима су „Опремање школске библиотеке”, „Образовање за мир”, „Кућна нега лица без породичног старања” и „Школа сигурно место за развој и образовање”.
Према постигнутим резултатима ученика на регионалним такмичењима, по критеријумима Министарства просвете и културе, школа заузима друго место у регији и уврштена је у 32 најбоље школе у Републици Српској.

## Догађаји
Догађаји основне школе „Десанка Максимовић”:
- Светосавска академија[3]
- Дечија недеља[4]
- Недеља борбе против туберкулозе[4]
- Међународни дан мира[3]
- Међународни дан борбе против насиља над женама[4]
- Дани отворених врата[3]
- Дан сећања на жртве холокауста, геноцида и других жртава фашизма у Другом светском рату[5]
- Сајам књига у Београду[4]
- Сајам књига у Бања Луци[4]
- Сајам занимања у Бања Луци[3]
- Сајам занимања у Теслићу[5]
- Регионално такмичење „Мисли мине”[6]